# Thomas Remengesau, Sr.

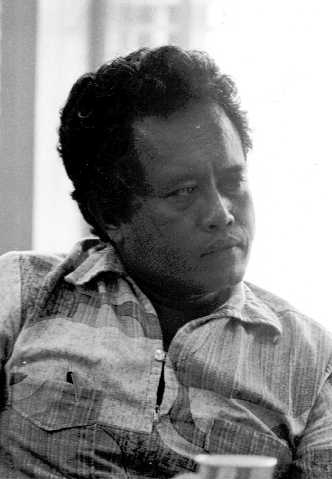
Thomas Remengesau, Sr.

Thomas Ongelibel Remengesau, Sr. (* 28. November 1929; † 3. August 2019) war ein palauischer Politiker.
Nach der Ermordung des palauischen Staatsoberhauptes Haruo Remeliik 1985 übte Remengesau das Amt des Staatsoberhauptes für drei Tage aus, bis er zu Gunsten seines Nachfolgers Lazarus Saliis zurücktrat. Nach dessen Suizid im Oktober 1988 übernahm Remengesau das Amt erneut, diesmal bis ins Jahr 1989. Nun beerbte ihn Ngiratkel Etpison. Anzumerken ist, dass er in beiden Amtszeiten nur ein kommissarisches Staatsoberhaupt war. Ansonsten übte er von 1985 bis 1988 sowie von 1993 bis 2001 das Amt des Vizepräsidenten aus.
Remengesau hatte mehrere Kinder, darunter Tommy Remengesau, das Staatsoberhaupt Palaus von 2001 bis 2009 und erneut seit 2013. Dieser leitete das Amt nicht kommissarisch, sondern wurde 2001 gewählt und vier Jahre darauf in seinem Amt bestätigt.